# 左孝威
左孝威（1846年—1873年），字子重，湖南湘阴人，清朝书法家。是左宗棠长子，母亲是周夫人周诒端。
左孝威中举人。以父荫担任主事。工于篆书，用笔遒劲超过其父。左孝威之弟左孝同（字子异），也擅长小篆。左孝威虽被左宗棠关爱，但在同治十二年（1873年）染病去世，年二十八岁。